# Teología pastoral
La teología pastoral es la reflexión sobre la acción eclesial, como puerta de entrada a la comunicación (predicación y enseñanzas de sana doctrina) y en la vida cotidiana (mandamientos, ética cristiana y todas las actividades pastorales) de las verdades acumuladas en el estudio de las Sagradas Escrituras y de la teología sistemática y dogmática.
En la invitación de Cristo (Jn 21, 15-19) la Iglesia como comunión fraternal (pueblo de Dios) y jerárquica cuida de sus miembros. Ella es el cuerpo de Cristo. Como pastor (Cristo con San Pedro : "apacienta a mis ovejas") refleja la manera de despertar a la experiencia de Dios y de vivir en lo cotidiano la unión a Cristo y las verdades de la fe. Esto es la ‘teología pastoral’.

## En la práctica
Concretamente la teología pastoral reflexiona esto:
- El despertar a la fe y formación cristiana (como adaptarse a diferentes grupos: niños, adolescentes, marginados o en situación irreguliar, etc).
- La vida litúrgica y sacramental de las comunidades cristianas.
- El acompañamiento psicológico, moral y espiritual de las personas.
- La atención especial a las personas y grupos con especiales dificultades particulares (enfermos y moribundos, personas ancianas, refugiados, drogadictos, marginados, etc).
- La lucha por el respeto de los derechos humanos, la paz y la justicia social.
- La iglesia como comunidad sanadora y terapéutica, a través del amor fraternal, en aspectos de sanidad interior, guerra espiritual, liberación espiritual y restauración espiritual
- La dimensión misionera de las comunidades cristianas con la introducción del evangelio en otros lugares, culturas y/o naciones.

## Historia
La acción eclesial y la ‘teología pastoral’ datan del origen de la Iglesia, por supuesto. Algunos padres de la Iglesia han contribuido eminentemente como Juan Crisóstomo (347-407) y el papa Gregorio Magno (540-604). Su aspecto de ‘reflexión sistemática’ es sin embargo más reciente, en relación con otras áreas de la teología. La Constitución pastoral sobre la Iglesia en el mundo, del Concilio Vaticano II ha contribuido significativamente al desarrollo de las investigaciones en teología pastoral.

## Fuente
- Esta obra contiene una traducción total derivada de «Théologie pastorale» de Wikipedia en francés, publicada por sus editores bajo la Licencia de documentación libre de GNU y la Licencia Creative Commons Atribución-CompartirIgual 4.0 Internacional.

- Datos: Q2056335
- Multimedia: Pastoral theology / Q2056335